# Ценява (зупинний пункт)
Ценява — зупинний пункт Івано-Франківської дирекції Львівської залізниці між станцією Коломия та зупинним пунктом Підгайчики.
Розташований в однойменному селі Коломийського району Івано-Франківської області.

## Пасажирське сполучення
На зупинному пункті Ценява зупиняються приміські потяги сполученням Коломия — Заліщики — Коломия та Коломия — Городенка-Завод — Коломия.